# Cờ vua vô hạn

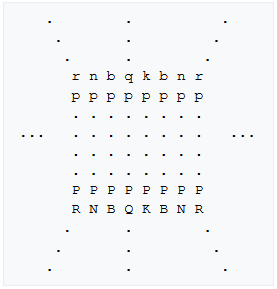
Chương trình Cờ vua vô hạn của Jianying Ji, được thể hiện bằng các ký tự ASCII (2000).

Cờ vua vô hạn (Tiếng anh là Infinite chess) là một biến thế của cờ vua được chơi trên một bàn cờ không giới hạn (Vô hạn), Các phiên bản cờ vua vô hạn đã được nhiều người chơi, các nhà Lý thuyết cờ vua và các nhà toán học giới thiệu một cách độc lập, như là một trò chơi có thể chơi được và là một mô hình cho nghiên cứu lý thuyết.

## Các biến thế cờ khác
- Cờ toán Việt Nam
- Cờ thế
- Shōgi
- Cờ vây
- Janggi
- Cờ tư lệnh